# Allan Pietarinen
Aarne Allan Pietarinen (Helsinki, 4 maggio 1929 – Espoo, 21 agosto 2014) è stato un cestista finlandese.

## Carriera
Con la Finlandia ha disputato due edizioni dei Campionati europei (1951, 1953).